# Teacup (serie televisiva)
Teacup è una serie televisiva horror statunitense del 2024 creata da Ian McCulloch e ispirata al romanzo Stinger di Robert R. McCammon.
La prima stagione è stata presentata in anteprima al Fantastic Fest di Austin il 22 settembre 2024 e diffusa in anteprima Peacock il 10 ottobre 2024, con otto episodi di mezz'ora.

## Trama
In un ranch isolato nelle zone rurali della Georgia, diverse persone sono costrette ad affrontare una misteriosa minaccia.

## Personaggi e interpreti

### Principali
- Maggie Chenoweth interpretata da Yvonne Strahovski
- James Chenoweth interpretato da Scott Speedman
- Ruben Shanley interpretato da Chaske Spencer
- Ellen Chenoweth interpretata da Kathy Baker
- Donald Kelly interpretato da Boris McGiver